# Король Рогер
«Король Рогер» (пол. Król Roger), другое название «Пастух» (пол. Pasterz) — опера в трёх актах Кароля Шимановского на либретто Ярослава Ивашкевича.

## История создания
Композитор был очарован стариной и средними веками и, на момент создания Короля Рогера уже написал оперу Хагит на библейский сюжет. Во время путешествий по Италии и Сицилии в 1914—1915 услышал эпическое произведение о короле Рожере. После постановки и неудачи Хагита, Шимановский вынашивал план новой оперы. Убедив в 1918 Ивашкевича написать либретто, сам приступил к созданию музыки.

## Премьера
|                                                                            |            | Премьера 19 июня 1926 (Эмиль Млынарский)           |
| -------------------------------------------------------------------------- | ---------- | -------------------------------------------------- |
| Король Рогер, Король Сицилии                                               | баритон    | Евгений Моссаковский                               |
| Роксана, его жена                                                          | сопрано    | Станислава Корвин-Шимановская (сестра композитора) |
| Эдриси, арабский мудрец                                                    | тенор      |                                                    |
| Пастырь                                                                    | тенор      | Адам Добош                                         |
| Архиерей                                                                   | бас        |                                                    |
| Дьяконисса                                                                 | контральто |                                                    |
| священники, монахи, монахини, граждане, стражники, евнухи, ученики пастыря |            |                                                    |

## Дискография
- 1965 — Mierzejewski/Rumowska/Malewicz-Madey/Nikodem/Pustelak/Hiolski/Dabrowski — Muza
- 1988 — Robert Satanowski — Teatr Wielki w Warszawie — Koch Schwann
- 1994 — Karol Stryja — Filharmonia w Katowicach — Marco Polo / Naxos[1]
- 1998 — Simon Rattle — City of Birmingham Symphony Orchestra — EMI, live in Birmingham
- 2003 — Jacek Kaspszyk — Teatr Wielki Opera Narodowa w Warszawie — CD Accord
- 2007 — Ewa Michnik — Buczek/Tolstoy/Dobber, Opera Wrocławska — Polskie Wydawnictwo Audiowizualne DVD
- 2009 — Elder/Pasichnyk/Sokolova/Graham-Hall/Hartmann/Hendricks/Coliban — Bregenz — C Major DVD